# Большой Ржевский переулок
Большо́й Рже́вский переу́лок — улица в центре Москвы в районе Арбат между Большой Молчановкой и Поварской улицей.

## Происхождение названия
Название Большого и Малого Ржевского переулков возникло в XVIII веке по церкви Ржевской иконы Божьей Матери (известна с 1625 года, ныне не существует) и Ржевской податной слободе XVII века, названной по этой церкви. По другой версии переулки получили название по фамилии местного домовладельца капитана Фёдора Ржевского.

## Описание
Большой Ржевский переулок начинается от Большой Молчановки, проходит на северо-восток, справа к нему примыкает Малая Молчановка, выходит на Поварскую улицу напротив Малого Ржевского.

## Примечательные здания и сооружения
По нечётной стороне:
- № 5 — Городская усадьба М. Н. Орлова — А. Ю. Долгорукова — А. Т. Назаровой (1880, архитектор К. И. Андреев; 1888, архитектор А. Н. Кнабе). Здесь в начале XX века располагалась Симоновская школа Московского благотворительного общества. Сейчас — Совинтерспорт. Объект культурного наследия регионального значения.
- № 11 — доходный дом («Дом военных») (1914, архитектор М. А. Мухин)[1], в советское время — «5-й Дом Реввоенсовета», ныне жилой дом. Здесь жили советские военачальники Н. Ф. Ватутин (мемориальная доска)[2] и А. В. Хрулёв[3], И. П. Уборевич[4], И. В. Тюленев (мемориальная доска, 1981, скульптор Н. А. Матвеева, архитектор С. П. Бурицкий)[5], М. И. Казаков (мемориальная доска), Я. Б. Гамарник (мемориальная доска, 1976, скульптор Ю. Л. Чернов, архитектор Ю. Е. Гальперин)[6], П. И. Бодин, Е. А. Шиловский со своей женой Еленой Сергеевной (впоследствии ставшей женой Булгакова и основным прототипом Маргариты)[7]. В здании размещается Московская государственная творческая мастерская под руководством Алексея Рыбникова. В рамках гражданской инициативы «Последний адрес» на доме установлены мемориальные знаки с именами военных Николая Николаевича Петина и Иеронима Петровича Уборевича и его жены Нины Владимировны Уборевич[8], расстрелянных в годы сталинских репрессий. В базе данных правозащитного общества «Мемориал» есть имена ещё 10-ти жильцов этого дома, расстрелянных в годы террора[9]. Число погибших в лагерях ГУЛАГа не установлено. Число погибших в ходе советско-финской и Великой Отечественной войн не установлено.

По чётной стороне:
- № 2 — Благотворительный фонд социальных инициатив «Поварская слобода»;
- № 8 — доходный дом С. Е. Шугаева (1913, архитектор В. Н. Волокитин). В настоящее время — галерея «Кино».
- № 10 — Доходный дом при церкви Ржевской иконы Божией Матери (1912—1913, архитектор Н. Н. Благовещенский)[1]. В доме жил архитектор М. С. Туполев[10].